# イスロム・イノモフ
イスロム・イノモフ (ラテン文字:Islom Inomov, Islam Inamov、ウズベク語: Islom Inomov / Ислом Иномов、1984年5月30日 - ) は、ウズベキスタン出身の元プロサッカー選手である。現役時代のポジションはDF。

## 概要
イナモフはFKブハラでプロとしてのキャリアを開始した。パフタコール・タシュケント、ナフバホール・ナマンガン、ナサフ・カルシ、FCブニョドコルなどでプレーした。イナモフはサッカーウズベキスタン代表にも選出されており、AFCアジアカップ2007や2010 FIFAワールドカップ・アジア予選にも出場した。

## 代表における得点
| # | 日時           | 場所         | 対戦相手             | スコア | 結果 | 大会種別                            |
| - | -------------- | ------------ | -------------------- | ------ | ---- | ----------------------------------- |
| 1 | 2007年10月28日 | 台北         | チャイニーズタイペイ | 2-0    | 勝   | 2010 FIFAワールドカップ・アジア予選 |
| 2 | 2008年3月22日  | タシュケント | ヨルダン             | 4-1    | 勝   | 親善試合                            |